# بريان كامبل كلارك
كان بريان كامبل كلارك، الحاصل على زمالة الجمعية الملكية، (بالإنجليزية: Bryan Campbell Clarke)‏ (من مواليد 24 يونيو 1932 - والمٌتوفى 27 فبراير 2014) أستاذًا بريطانيًا في علم الوراثة في جامعة نوتنغهام. اشتهر بريان بشكل خاص لعمله على الانتقاء (وهو المصطلح الذي تمت صياغته في عام 1962) وأشكال أخرى من الانتقاء تعتمد على التكرار، والعمل على تعدد الأشكال في القواقع، والكثير غير ذلك مما قام به خلال الستينات. درس بريان في وقت لاحق التطور الجزيئي حيث جعل حالة الاصطفاء الطبيعي عاملًا مهمًا في الحفاظ على التنوع الجزيئي، وفي تحريك التغيرات التطورية في الجزيئات عبر الزمن. ومن أجل القيام بذلك، تساءل بريان عن أهمية الإفراط في ركوب الانحراف الوراثي العشوائي الذي ينادي به كينج جوكس وكيمورا مع البروفيسور جيمس موراي جونيور من جامعة فيرجينيا، قام بريان بسلسلة واسعة من الدراسات حول الانتواع في حلزون الأرض من جنس بارتولا الذي يسكن الجزر البركانية في شرق المحيط الهادئ. ساعدت هذه الدراسات في إلقاء الضوء على التغيرات الجينية التي تحدث أثناء نشأة الأنواع.

## تعليمه
تلقى بريان تعليمه في كلية ماغدلين في أكسفورد، وحصل على درجة بكالوريوس الآداب في عام 1956 ثم دكتوراه في الفلسفة في عام 1961 من جامعة أكسفورد للبحث عن العوامل التي تؤثر على تعدد الأشكال في حلزون الأرض.

## المسيرة الوظيفية والبحثية
عُين كلارك محاضرًا بجامعة إدنبره في عام 1959 وتم ترقيته إلى درجة باحث بحلول الوقت الذي غادر فيه عام 1971. وفي عام 1971 أصبح أستاذًا في قسم جديد في علم الوراثة في جامعة نوتنغهام ثم أصبح أستاذًا فخريًا في عام 1997. وخلال هذه الفترة قضى عامين (1971–1876 ، 1981-93) كرئيسًا للقسم.
قام كلارك بإرشاد العديد من العلماء في علم الوراثة التطوري، وأشرف على أكثر من ثلاثين بحث، ذهب العديد منها إلى وظائف بحث ناجحة مثل ستيف جونز. كان بريان أحد مؤسسي مجموعة علم الوراثة السكانية ("PopGroup") وأسس اجتماعًا علميًا لعلم الوراثة التطوري والسكاني كان يُعقد سنويًا في المملكة المتحدة منذ الستينات.
كان كلارك شريكًا مؤسسًا ومديرًا لمشروع إعادة تدوير الأجهزة التي تبتاعها من المتجر Frozen Ark للحفاظ على الحمض النووي والخلايا الحية للأنواع المهددة بالانقراض في جميع أنحاء العالم.
عمل كلارك كمدير تحرير في مجلة الوراثة Heredity العلمية من عام 1978 إلى عام 1985.

## الجوائز والإنجازات
انتُخب كلارك زميلًا للجمعية الملكية في عام 1982. ثم حصل في عام 2003 على ميدالية لينيان Linnean لعلم الحيوان وانتخب عضوًا أجنبيًا في الجمعية الفلسفية الأمريكية. وفي عام 2004 تم انتخابه عضوًا فخريًا أجنبيًا بالأكاديمية الأمريكية للفنون والعلوم. وحصل على واحدة من ثلاثة عشر ميدالية داروين والاس التي منحتها جمعية لندن اللندية في عام 2008؛ في ذلك الوقت، تم منح الجائزة كل 50 عامًا فقط. كما حصل على وسام داروين من الجمعية الملكية في عام 2010 «لمساهماته الأصلية والمؤثرة لفهمنا للأساس الجيني للتطور».